# Lee Kyu-Won
Lee Kyu-Won (14 de febrero de 1989) es un deportista surcoreano que compitió en judo.
Ganó una medalla de oro en el Campeonato Mundial de Judo de 2009, y una medalla de oro en el Campeonato Asiático de Judo de 2011. En los Juegos Asiáticos de 2010 consiguió una medalla de bronce.

## Palmarés internacional
| Campeonato Mundial  | Campeonato Mundial      | Campeonato Mundial | Campeonato Mundial |
| Año                 | Lugar                   | Medalla            | Categoría          |
| ------------------- | ----------------------- | ------------------ | ------------------ |
| 2009                | Róterdam (Países Bajos) | Medalla de oro     | –90 kg             |
| Juegos Asiáticos    |                         |                    |                    |
| Año                 | Lugar                   | Medalla            | Categoría          |
| 2010                | Cantón (China)          | Medalla de bronce  | –90 kg             |
| Campeonato Asiático |                         |                    |                    |
| Año                 | Lugar                   | Medalla            | Categoría          |
| 2011                | Abu Dabi (EAU)          | Medalla de oro     | –90 kg             |